# Time for the Moon Night (bài hát)
"Time for the Moon Night" (tiếng Hàn: 밤; Romaja: Bam; dịch nghĩa đen: "Night") là một bài hát của nhóm nhạc nữ Hàn Quốc GFriend trong mini album thứ sáu cùng tên của nhóm, Time for the Moon Night (2018). Bài hát được phát hành vào ngày 30 tháng 4 năm 2018, thông qua Source Music.

## Mô tả
Bài hát có âm thanh retro gợi nhớ đến nhạc phim hoạt hình Nhật Bản. Kwak Yeon-soo của The Korea Times mô tả nó như là một "bài hát khiêu vũ hay thay đổi với giai điệu trữ tình và nhịp điệu năng động", "cung cấp lời bài hát sâu sắc và cách kể chuyện chân thực". Tamar Harman của Billboard đã mô tả nó như là "một bài hát được rắc những giai điệu kỹ thuật số lấy cảm hứng từ retro, những bản nhạc rung rinh và hòa âm nhiều lớp khi các thành viên của GFriend hát theo cách giữa nhịp điệu năng động và giai điệu chuyển động".

## Tác động thương mại
Bài hát ra mắt ở vị trí số 9 trên Gaon Digital Chart, trên bảng xếp hạng từ ngày 29 tháng 4 đến ngày 5 tháng 5 năm 2018, với 28,606,419 điểm, và sau đó đạt vị trí số 2 trong tuần thứ ba với 41,006,851 điểm. Nó cũng đã ra mắt ở vị trí số 6 trên K-pop Hot 10 của Billboard Hàn Quốc và đạt vị trí thứ 3 trong tuần thứ ba.
Bài hát ra mắt ở vị trí số 3 trên bảng xếp hạng tháng 5 năm 2018, với 155,325,483 điểm. Bài hát cũng được đưa vào bảng xếp hạng nửa năm, ở vị trí số 49 với 280,543,556 điểm.

## Video âm nhạc
Một video âm nhạc cho bài hát đã được phát hành vào ngày 30 tháng 4 năm 2018. Video âm nhạc của bài hát khác với các sản phẩm trước đây của nhóm như cảnh quay nhóm như, và thay vào đó là cảnh quay cá nhân của mỗi 6 thành viên.
Video âm nhạc được đạo diễn bởi Eddie Yoo-jeong Ko của Lumpens.

## Biểu diễn trực tiếp
Nhóm đã thực hiện buổi biểu diễn đầu tiên trên M Countdown của Mnet vào ngày 3 tháng 5 năm 2018 và kết thúc quảng bá trên Inkigayo của SBS vào ngày 20 tháng 5.

## Bảng xếp hạng
| Bảng xếp hạng (2018)     | Vị trí cao nhất |
| ------------------------ | --------------- |
| Hàn Quốc (Gaon)          | 2               |
| Hàn Quốc (K-pop Hot 100) | 3               |

## Giải thưởng

### Chương trình âm nhạc
| Tên bài hát               | Tên chương trình          | Ngày phát sóng   |
| ------------------------- | ------------------------- | ---------------- |
| "Time for the Moon Night" | The Show (SBS MTV)        | 8 tháng 5, 2018  |
| "Time for the Moon Night" | Show Champion (MBC Music) | 9 tháng 5, 2018  |
| "Time for the Moon Night" | Show Champion (MBC Music) | 16 tháng 5, 2018 |
| "Time for the Moon Night" | M Countdown (Mnet)        | 10 tháng 5, 2018 |
| "Time for the Moon Night" | Music Bank (KBS2)         | 11 tháng 5, 2018 |
| "Time for the Moon Night" | Music Bank (KBS2)         | 18 tháng 5, 2018 |
| "Time for the Moon Night" | Show! Music Core (MBC)    | 12 tháng 5, 2018 |
| "Time for the Moon Night" | Show! Music Core (MBC)    | 19 tháng 5, 2018 |
| "Time for the Moon Night" | Inkigayo (SBS)            | 13 tháng 5, 2018 |
| "Time for the Moon Night" | Inkigayo (SBS)            | 20 tháng 5, 2018 |

Vào tháng 12 năm 2018, GFriend đã giành được giải thưởng "Video âm nhạc xuất sắc nhất" cho "Time for the Moon Night" tại Melon Music Awards.